# Unplugged (The Official Bootleg)
 Unplugged (The Official Bootleg) ist das dritte Livealbum von Paul McCartney. Gleichzeitig ist es einschließlich der Wings-Alben, der Livealben und Kompilationsalben das 21. Album von Paul McCartney nach der Auflösung der Band The Beatles. Es wurde am 20. Mai 1991 in Großbritannien und am 4. Juni 1991 in den USA veröffentlicht.

## Entstehung
Am 25. Januar 1991 gab Paul McCartney vor rund 200 Gästen ein Konzert in den Limehouse Television Studios in Wembley (Großbritannien). Das Konzert wurde für den Fernsehsender MTV unter der Regie von Bruce Gowers aufgezeichnet und in einer Reihe von Unplugged-Konzerten gesendet. Während dieser Konzerte wurden von den Künstlern im Wesentlichen akustische Instrumente verwendet. MTV Unplugged begann im November 1989 mit der ersten Ausstrahlung und bot Musikern die Möglichkeit, ihre Lieder akustisch in einem kleinen Rahmen zu spielen, ohne die hohen Produktionskosten normaler Live-Shows. Im Gegensatz zu vielen anderen Künstlern, die bei MTV Unplugged auftraten, verwendete McCartneys Band keine Verstärker. Stattdessen wurde eine Reihe von Mikrofonen auf der Bühne positioniert, um den Gesang und die akustischen Instrumente aufzunehmen.
Die Gesamtaufzeichnungslänge des Auftritts von Paul McCartney betrug fast 100 Minuten, die für die Fernsehausstrahlung, die am 3. April 1991 in den USA und am 26. August 1991 in Großbritannien erfolgte, auf 48 Minuten gekürzt wurde. Insgesamt wurden folgende 24 Lieder in dieser Abfolge vorgetragen:
1. Mean Woman Blues (nicht auf der LP/CD enthalten, das Lied wurde auf der britischen Promotion CD-Single von Biker Like an Icon veröffentlicht)
2. Matchbox (nicht auf der LP/CD enthalten, bisher nicht legal veröffentlicht worden)
3. Midnight Special (nicht auf der LP/CD enthalten, das Lied wurde auf der CD Off the Ground – The Complete Works veröffentlicht)
4. I Lost My Little Girl
5. Here, There and Everywhere
6. San Francisco Bay Blues
7. We Can Work It Out
8. Blue Moon of Kentucky
9. I’ve Just Seen a Face
10. Every Night
11. Be-Bop-A-Lula
12. She’s a Woman
13. And I Love Her
14. The Fool (nicht auf der LP/CD enthalten, bisher nicht legal veröffentlicht worden)
15. Things We Said Today (nicht auf der LP/CD enthalten, das Lied wurde auf der CD Off the Ground – The Complete Works veröffentlicht)
16. That Would Be Something
17. Blackbird
18. Hi-Heel Sneakers
19. Good Rockin’ Tonight
20. Junk
21. Ain’t No Sunshine
22. Ain’t No Sunshine (2)
23. We Can Work It Out (2)
24. Singing the Blues

Die Fernsehausstrahlung enthielt nur 14 statt der 17 auf der CD enthaltenden Lieder, die Titel San Francisco Bay Blues, Hi-Heel Sneakers und Ain’t No Sunshine wurden nicht verwendet.
Auf diesem Album wurde der Schlagzeuger Chris Whitten, der zu der Musikgruppe Dire Straits wechselte, durch Blair Cunningham ersetzt.
Probeaufnahmen für das Konzert, die auf Bootlegs erhältlich waren, fanden im Studio von Paul McCartney in Sussex statt, wo weitere Lieder geprobt wurden, die nicht aufgeführt wurden: Cut Across Shorty, Froggie Went-a-Courtin’, Love Me Tender, Mother Nature’s Son, Rock Island Line und Tequila.
Nach dem Konzert beschloss Paul McCartney, den Auftritt als sein drittes Livealbum zu veröffentlichen, das dann das erste Unplugged-Album wurde. Weitere Künstler, wie Eric Clapton, Tony Bennett, Rod Stewart und Mariah Carey veröffentlichten in der Folgezeit weitere Unplugged-Alben. Das Album enthält die erste Komposition von Paul McCartney, I Lost My Little Girl, die erstmals legal veröffentlicht wurde. Er schrieb das Lied 1956 als Vierzehnjähriger, nachdem seine Mutter im Oktober desselben Jahres mit 47 Jahren gestorben war.
Unplugged (The Official Bootleg) wurde als Vinyl-Langspielplatte in einer limitierten Auflage von 250.000 Exemplaren vertrieben. Die Herstellung erfolgte in Spanien auf dem Hispavox-Label. Die Herstellung der CD wurde nach dem Erscheinungsdatum, außer in Japan, eingestellt.
Nach der Veröffentlichung des Albums begab sich Paul McCartney vom 8. Mai bis zum 24. Juli auf eine Europatournee (Spanien, England, Italien und Dänemark), die sechs Konzerte umfasste. Die Konzerte hatten einen akustischen und einen „elektrischen“ Teil und fanden in kleineren Konzerthallen statt, die zwischen 1000 und 3326 Besucher fassten. Die Lieder des akustischen Teils variierten bei den Konzerten.
Unplugged (The Official Bootleg) ist das erste Album seit Pipes of Peace, das sich in der Top-Twenty der US-amerikanischen Billboard 200 platzieren konnte.

## Covergestaltung
Das Cover wurde von Mike Ross gestaltet. Die Fotografien stammen Eugene Adebari. Der CD liegt ein zwölfseitiges bebildertes Begleitheft bei, das Information zum Album und zum Konzert sowie den Liedern enthält.

## Titelliste
Seite 1
1. Be-Bop-A-Lula (Gene Vincent/Bill Davis) – 4:04
2. I Lost My Little Girl (Paul McCartney) – 1:45
3. Here, There and Everywhere (Lennon/McCartney) – 3:16
4. Blue Moon of Kentucky (Bill Monroe) – 4:21
5. We Can Work It Out (Lennon/McCartney) – 2:48
6. San Francisco Bay Blues (Jesse Fuller) – 3:29
7. I’ve Just Seen a Face (Lennon/McCartney) – 3:01
8. Every Night (Paul McCartney) – 3:24
9. She’s a Woman (Lennon/McCartney) – 3:39

Seite 2
1. Hi-Heel Sneakers (Tommy Tucker) – 4:08
2. And I Love Her (Lennon/McCartney) – 4:17
3. That Would Be Something (Paul McCartney) – 4:02
4. Blackbird (Lennon/McCartney) – 2:09
5. Ain’t No Sunshine (Bill Withers) – 4:05
6. Good Rockin’ Tonight (Roy Brown) – 3:42
7. Singing the Blues (Melvin Endsley) – 3:46
8. Junk (Paul McCartney) – 2:26

## Wiederveröffentlichungen
- Im Juli 2010 wurde das Album im Download-Format veröffentlicht.

## Chartplatzierungen
| ChartsChartplatzierungen       | Höchstplatzierung | Wochen |
| ------------------------------ | ----------------- | ------ |
| Schweiz (IFPI)                 | 39 (1 Wo.)        | 1      |
| Vereinigte Staaten (Billboard) | 14 (8 Wo.)        | 8      |
| Vereinigtes Königreich (OCC)   | 7 (3 Wo.)         | 3      |

## Videoveröffentlichung
Das Unplugged-Konzert von Paul McCartney wurde bisher nicht legal veröffentlicht. Die Lieder I Lost My Little Girl, Every Night, And I Love Her und That Would Be Something erschienen als Teil auf der DVD-Veröffentlichung The McCartney Years im November 2007.